# José Ramón Caso García
Jose Ramón Caso García (Madrid, 17 de setembre de 1946) és un polític espanyol.
És casat i té 3 fills. És llicenciat en Dret i Administració d'Empreses, i advocat.

## Biografia
Es va llicenciar en Dret a la Universitat Complutense de Madrid i va ser director de diverses empreses. També va exercir càrrecs en els ministeris de Sanitat i Acció Social. Va ser secretari d'organització d'Unió de Centre Democràtic (UCD) durant l'època de Suárez i posteriorment assessor del president del Govern Leopoldo Calvo Sotelo.
En 1982 va deixar el partit per cofundar junt a Suárez i altres dirigents polítics el Centro Democrático y Social (CDS), partit en el que hi va romandre fins a la seva desaparició de l'arc parlamentari el 1993.
El 12 de novembre de 1982 va ser elegit secretari general del CDS, càrrec que va ocupar entre 1982 i 1991 (amb un breu parèntesi de quatre mesos entre 1986-1987).
En 1986 va ser elegit diputat per Madrid, ocupant una de les vicepresidències de la taula del Congrés dels Diputats en la III legislatura.
En 1989 Caso va encapçalar la llista del CDS a les eleccions al Parlament Europeu, en la qual la seva formació va aconseguir 1.133.429 vots i 5 Eurodiputats.
Al novembre del mateix any, davant l'avançament electoral, Caso va tornar a ser elegit diputat del Congrés, abandonant la seva acta d'Eurodiputat.
En 1991, després de la gran pèrdua de vots del partit en les eleccions municipals, Suárez va dimitir i va abandonar la política i José Ramón Caso va ser designat portaveu del Grup Parlamentari CDS en el Congrés dels Diputats. A conseqüència, es va convocar un congrés extraordinari en el qual Rafael Calvo Ortega va ser elegit president del partit i Antoni Fernández Teixidó va substituir a Caso com a secretari general.
Al juliol de 1993, després del daltabaix en les eleccions generals del mes anterior en les quals el CDS no va obtenir representació parlamentària, es va celebrar un congrés, en el qual la proposta de dissoldre el CDS va ser derrotada, i Caso va abandonar el partit i la política.
Després de deixar la política va ser president d'EASA (Energies d'Aragó), del Grup Endesa, i va col·laborar amb l'agència de comunicació de José Luis Sanchís. En 1993 va fundar la seva pròpia agència de relacions institucionals a Madrid, anomenada Lenci consulting SL, la qual es va integrar en 2005 en el grup americà Ketchum Inc., formant Ketchum Lenci Public Affairs, de la qual Caso és CEO. Entre 1999 i 2003 va ocupar a més el càrrec de President d'AGETT (Associació Espanyola d'Agències d'Ocupació Temporal).